# Rakudo
Rakudoは、MoarVMとJava仮想マシンをターゲットとしたRakuコンパイラであり、Raku仕様を実装している。現在、積極的に開発されている唯一の主要なRakuコンパイラである。
もともとParrotプロジェクト内で開発されたRakudoのリポジトリは、2009年2月にプロジェクトからフォークされ、独立して開発できるようになったが、当時はまだ多くの依存関係があった。RakudoはC言語、Raku、および軽量のRakuサブセットであるNQP（Not Quite Perl）で書かれている。
Rakudo Perl #14は2009年2月にリリースされ、2008年4月から開発者の一人を後援してきたPerl Mongersグループにちなんで「Vienna」というコードネームが付けられた。その後のリリースでも、Perl Mongersグループに基づいたコード名が使用されている。
コンパイラとモジュールの両方のディストリビューション（「Rakudo *」または「Rakudo Star」）の最初のメジャーリリースは2010年7月29日であった。

## 名前
「Rakudo」という名前は、ダミアン・コンウェイによって最初に提案された。「Rakudo」は「Rakuda-dō」（駱駝道）の略で、日本語では「ラクダの道」を意味する。一方、そのまま「Rakudo」（楽土）として、「楽園」という意味もある。
「Rakudo」という用語は、言語実装の名前（Rakudo）と言語仕様の名前（Raku）を区別するために選ばれた。公式テストに合格した実装はすべて「Raku」と呼ぶことができる。現在、さまざまな成熟度の実装が存在するが、Rakudoのみが完全なRakuとRakuサブセットであるNQPを実装している。